# Fox Lake (Alberta)
Fox Lake ist ein gemeindefreies Gebiet in der kanadischen Region Nord-Alberta. Obwohl der Ort vom Mackenzie County umschlossen wird, ist er als Teil des Indianerreservats Fox Lake 162 verwaltungstechnisch unabhängig. Bekanntheit erlangte der Ort 2023, als er aufgrund von Waldbränden evakuiert und teilweise zerstört wurde.

## Geographie
Im Norden und Westen wird die Siedlung durch den Peace River begrenzt.
Der namensgebende Fox Lake befindet sich wenige Kilometer südöstlich.

## Demographie
Der Großteil der 2119 Einwohner gehört der Little Red River Cree Nation (LRRCN) an.

## Wirtschaft und Infrastruktur

### Verkehr
Durch eine Fähre über den Fluss ist der Alberta Highway 58 erreichbar. Ferner existiert ein durch die LRRCN betriebener Privatflughafen.

### Öffentliche Einrichtungen
Fox Lake verfügt über ein Postamt, eine Dienststelle der Royal Canadian Mounted Police, sowie eine Pflegestation. Das nächste Krankenhaus befindet sich jenseits des Peace River in John D'Or.

### Bildung
Neben einer Grundschule befindet sich mit der Jean-Baptiste Sewepagaham School eine Sekundarschule im Ort.